# Everardia flexifolia
Everardia flexifolia är en halvgräsart som först beskrevs av Charles Louis Gilly, och fick sitt nu gällande namn av Tetsuo Michael Koyama och Bassett Maguire. Everardia flexifolia ingår i släktet Everardia och familjen halvgräs. Inga underarter finns listade i Catalogue of Life.